# Incest
Incest ili rodoskvrnuće je spolni odnos između osoba u bliskom krvnom srodstvu. U svim civiliziranim sredinama formalno se incestom smatra spolno općenje između ljudi koji su krvno vezani do 4. koljena.
Rodoskvrnuće je zabranjeno u gotovo svim zakonodavstvima. 
Incest sam po sebi nije uzrok lošem potomstvu, no djeca rođena iz takvog odnosa mogu imati negativne osobine zbog pribrajanja recesivnih štetnih gena koji su isti u oba roditelja. Stoga su kod incestne djece češća degenerativna oboljenja (sljepoća, gluhonijemost), idiotija (duboka mentalna retardacija), duševne bolesti i neke tjelesne anomalije (npr. prekomjerni prsti).
Incest je i danas vrlo čest među obiteljima monarha i plemića, bilo vladajućih, bilo svrgnutih. Bio je uzrok degenerativnih osobina rimskih careva, julijevaca i flavijevaca. Bilo ga je među domorocima Inka, na Havajima i starom Egiptu (kraljevske obitelji). 
Kao tabu tema, incest je često obrađivan u umjetnosti (od Sofoklova Kralja Edipa do Marquezova romana Sto godina samoće).

## Grčka i Helenizam
Zeus i njegova žena Hera bili su brat i sestra. Poznati primjer je Edipa, koji je nesvjesno oženio majku.

## Europsko plemstvo
S devet naraštaja strateških brakova među bratićima, ujnama i nećacima tijekom 200 godina, španjolski Habsburzi prirodan su eksperiment koji pokazuje posljedice incesta. Karlo II. najpoznatija je žrtva te obitelji. Rođen s cijelim nizom fizičkih i mentalnih poremećaja, kralj nije naučio hodati do osme godine. Njegova neplodnost rezultirala je izumiranjem cijele dinastije.
Godine 2009. španjolski su znanstvenici otkrili da su Karlovi preci bili toliko međusobno ispremiješani da je proporcija njegovih identičnih gena bila veća nego da su mu roditelji stvarno bili brat i sestra.